# Nådegave
Nådegave, (fra græsk) charisma, som direkte oversat betyder «gave modtaget af nåde». Det er ifølge 1. Korintherbrev gaver, som Gud gennem Helligånden giver til den enkelte kristne og til medlemmer i menigheden, for at menigheden skal fungere som en helhed i sin tjeneste over for andre kristne og verden.
I Det Nye Testamente omtales forskellige nådegaver: gaven til at tale i tunger; gaven til at tyde tungetale; gaven til at tale profetisk; gaven til at tjene; gaven til at undervise; gaven til at trøste; gaven til at give af sit eget; gaven til at vise barmhjertighed; gaven til at helbrede; gaven til at have tiltro til Gud for helt særlige ting; gaven til at lede. 
Nådegaverne er mest omtalt i Det Nye Testamente i Bibelen.
| Romerbrevet 12:6–8                                                                        | Paulus' Første Brev til Korintherne 12:8-10                                                                                               | Paulus' Første Brev til Korintherne 12:28–30                                         | Paulus' Brev til Efeserne 4:11                       | Peters Første Brev                   |
| ----------------------------------------------------------------------------------------- | --- | ------------------------------------------------------------------------------------ | ---------------------------------------------------- | ------------------------------------ |
| 1. Profeti 2. At tjene 3. At undervise 4. Formaning 5. At give 6. Lederskab 7. Tilgivelse | 1. Meddele visdom 2. Meddele kundskab 3. Tro 4. Helbredende gaver 5. Mirakler 6. Profeti 7. Bedømme ånder 8. Tungetale 9. Tolke tungetale | 1. Apostel 2. Profet 3. Lærer 4. Mirakler 5. Helbrede 6. Hjælpe 7. Lede 8. Tungetale | 1. Apostel 2. Profet 3. Evangelist 4. Hyrde 5. Lærer | 1. Den, der taler 2. Den, der tjener |

- Esajas 11,2 – Herrens Ånd skal hvile over ham ...
- Romerne 11,29 – Gud angrer ikke sine nådegaver og sit kald
- Romerne 12,6 – liste over forskellige nådegaver
- 1. Korinterbrev 12,4 – forskellige nådegaver, men Ånden er den samme
- 1. Korinterbrev 12,9 – forskellige gaver, en særlig trosgave, nådegave ...
- 1. Korinterbrev 12,28 – unikke opgaver i menigheden, apostle, profeter, lærere ...
- 1. Korinterbrev 12,30 – ikke alle har fået (de samme) nådegaver ...
- Efeserbrevet 4,11 – det som kaldes de femfoldige tjenestegaver